# Llista d'episodis de Turc per Principiants
Turc per principiants (Türkisch für Anfänger) és una sèrie de televisió alemanya creada per Bora Dağtekin, estrenada pel canal de televisió alemany ARD el 4 de març de 2006. Fou estrenada a Catalunya el 18 d'abril de 2007 pel canal K3, després es va tornar a emetre unes quantes vegades.

## Llista d'episodis

### Primera Temporada
La primera temporada fou emesa des del 4 de març de 2006 fins al 31 de març del mateix any pel canal de televisió ARD.
| Núm. | #  | Títol en català                                                                            | Direcció       | Guió                               | Data d'estrena a Alemanya | Data d'estrena a Catalunya |
| ---- | -- | ------------------------------------------------------------------------------------------ | -------------- | ---------------------------------- | ------------------------- | -------------------------- |
| 1    | 1  | «On perdo la llibertat» «Die, in der ich meine Freiheit verliere»                          | Edzard Onneken | Bora Dağtekin                      | 14 de març de 2006        | 18 d'abril de 2007         |
| 2    | 2  | «On no vull cap germana» «Die, in der ich keine Schwester will»                            | Edzard Onneken | Boris Anderson                     | 15 de març de 2006        | 25 d'abril de 2007         |
| 3    | 3  | «On faig una relliscada» «Die, in der ich abstürze»                                        | Edzard Onneken | Bora Dağtekin                      | 16 de març de 2006        | 2 de maig de 2007          |
| 4    | 4  | «On no trobo amics» «Die, in der ich keine Freunde finde»                                  | Edzard Onneken | Bora Dağtekin                      | 17 de març de 2006        | 9 de maig de 2007          |
| 5    | 5  | «On l'Axel s'enamora de la meva família» «Die, in der sich Axel in meine Familie verliebt» | Oliver Schmitz | Bora Dağtekin                      | 21 de març de 2006        | 16 de maig de 2007         |
| 6    | 6  | «On apareixen molts secrets» «Die mit den Geheimnissen»                                    | Oliver Schmitz | Bora Dağtekin                      | 22 de març de 2006        | 23 de maig de 2007         |
| 7    | 7  | «On tinc la mala sort de fer-me gran» «Die, in der ich leider erwachsen werde»             | Oliver Schmitz | Bora Dağtekin                      | 23 de març de 2006        | 30 de maig de 2007         |
| 8    | 8  | «On no tinc sentiments» «Die, in der ich keine Gefühle habe»                               | Oliver Schmitz | Bora Dağtekin Sathyan Ramesh       | 24 de març de 2006        | 6 de juny de 2007          |
| 9    | 9  | «On l'Axel es passa tot el dia de color verd» «Die, in der Axel ständig grün ist»          | Oliver Schmitz | Nesrin Şamdereli Yasemin Şamdereli | 28 de març de 2006        | 13 de juny de 2007         |
| 10   | 10 | «On sóc bona tia» «Die, in der ich echt voll okay bin»                                     | Oliver Schmitz | Jörg Wagner                        | 29 de març de 2006        | 20 de juny de 2007         |
| 11   | 11 | «On m'atrapa el llop» «Die, in der mich der Wolf kriegt»                                   | Oliver Schmitz | Bülent Aladağ Bora Dağtekin        | 30 de març de 2006        | 27 de juny de 2007         |
| 12   | 12 | «On n'haig de triar un» «Die, in der es nur einen geben kann»                              | Oliver Schmitz | Bora Dağtekin                      | 31 de març de 2006        | 4 de juliol de 2007        |

### Segona Temporada
La segona temporada fou emesa des del 27 de març de 2007 fins al 9 de maig del mateix any pel canal de televisió ARD.
| Núm. | #  | Títol en català                                                                        | Direcció         | Guió                         | Data d'estrena a Alemanya | Data d'estrena a Catalunya |
| ---- | -- | -------------------------------------------------------------------------------------- | ---------------- | ---------------------------- | ------------------------- | -------------------------- |
| 13   | 1  | «On les dones flaquegen» «Die, in der Frauen schwach werden»                           | Oliver Schmitz   | Bora Dağtekin                | 27 de març de 2007        | 11 de juliol de 2007       |
| 14   | 2  | «On faig el petó de comiat» «Die mit dem Abschiedskuss»                                | Oliver Schmitz   | Bora Dağtekin                | 28 de març de 2007        | 18 de juliol de 2007       |
| 15   | 3  | «On apareix un mòbil perpetu» «Die mit dem Perpetuum Mobile»                           | Oliver Schmitz   | Bora Dağtekin                | 29 de març de 2007        | 25 de juliol de 2007       |
| 16   | 4  | «On va de sexe i pistoles» «Die mit Sex und Pistols»                                   | Oliver Schmitz   | Bora Dağtekin                | 30 de març de 2007        | 8 d'agost de 2007          |
| 17   | 5  | «On en Cem no vol semblar més un gos castrat» «Die, in der Cem keine Wurst sein will»  | Oliver Schmitz   | Bora Dağtekin                | 3 d'abril de 2007         | 15 d'agost de 2007         |
| 18   | 6  | «On se m'encongeix l'estómac de l'emoció» «Die, in der ich Kitschi-Gänsehaut kriege»   | Oliver Schmitz   | Bora Dağtekin                | 4 d'abril de 2007         | 22 d'agost de 2007         |
| 19   | 7  | «On la Yagmur aprèn a fer petons» «Die, in der Yağmur ihren ersten Kuss kriegt»        | Oliver Schmitz   | Benedikt Gollhardt           | 5 d'abril de 2007         | 29 d'agost de 2007         |
| 20   | 8  | «On faig parar boja la mare» «Die, in der ich Mama wahnsinnig mache»                   | Oliver Schmitz   | Bora Dağtekin                | 10 d'abril de 2007        | 5 de setembre de 2007      |
| 21   | 9  | «On en Cem es fica a la boca del llop» «Die, in der Cem Rotlicht sieht»                | Christian Ditter | Bora Dağtekin                | 11 d'abril de 2007        | 12 de setembre de 2007     |
| 22   | 10 | «On en transformo en una grua» «Die, in der ich ein Kranich bin»                       | Christian Ditter | Bora Dağtekin                | 12 d'abril de 2007        | 19 de setembre de 2007     |
| 23   | 11 | «On en Metin té una aventura» «Die, in der Metin fremdgeht»                            | Christian Ditter | Bora Dağtekin Robert Grimm   | 13 d'abril de 2007        | 26 de setembre de 2007     |
| 24   | 12 | «On un conillet no fa bondat» «Die, in der der Osterhase böse war»                     | Christian Ditter | Bora Dağtekin                | 17 d'abril de 2007        | 3 d'octubre de 2007        |
| 25   | 13 | «On tots estan histèrics» «Die, in der alle hysterisch sind»                           | Christian Ditter | Bora Dağtekin                | 18 d'abril de 2007        | 10 d'octubre de 2007       |
| 26   | 14 | «On When a Metin loves a Woman» «Die mit When a Metin loves a Woman»                   | Christian Ditter | Bora Dağtekin Sathyan Ramesh | 19 d'abril de 2007        | 17 d'octubre de 2007       |
| 27   | 15 | «On tothom té co...co...complexos» «Die, in der alle K..K..Komplexe»                   | Christian Ditter | Bora Dağtekin Sathyan Ramesh | 20 d'abril de 2007        | 24 d'octubre de 2007       |
| 28   | 16 | «On arriba l'Ulla» «Die, in der Ulla kommt»                                            | Christian Ditter | Vivian Naefe                 | 24 d'abril de 2007        | 31 d'octubre de 2007       |
| 29   | 17 | «On m'avergonyeixo de la meva família» «Die, in der ich mich für meine Familie schäme» | Edzard Onneken   | Vivien Hoppe                 | 25 d'abril de 2007        | 7 de novembre de 2007      |
| 30   | 18 | «On l'ex torna a la civilització» «Die mit dem Ex in der City»                         | Edzard Onneken   | Sense determinar             | 26 d'abril de 2007        | 14 de novembre de 2007     |
| 31   | 19 | «On m'ofereixen grills amb mel» «Die mit Grillen in Honig»                             | Edzard Onneken   | Sense determinar             | 27 d'abril de 2007        | 21 de novembre de 2007     |
| 32   | 20 | «On en Costa clava un cop de puny a en Lukas» «Die, in der Costa den Lukas haut»       | Edzard Onneken   | Bora Dağtekin                | 2 de maig de 2007         | 28 de novembre de 2007     |
| 33   | 21 | «On tornen els anys vuitanta» «Die, in der es La Boumt!»                               | Edzard Onneken   | Bora Dağtekin                | 3 de maig de 2007         | 5 de desembre de 2007      |
| 34   | 22 | «On la festa no continua» «Die, in der die Fete nicht weiter geht»                     | Edzard Onneken   | Bora Dağtekin                | 4 de maig de 2007         | 12 de desembre de 2007     |
| 35   | 23 | «On en Metin n'està fins als pebrots» «Die, in der Metin die Schnauze voll hat»        | Edzard Onneken   | Bora Dağtekin                | 8 de maig de 2007         | 19 de desembre de 2007     |
| 36   | 24 | «On sembla que tot s'acaba?» «Die, nach der schon alles vorbei sein soll?»             | Edzard Onneken   | Bora Dağtekin                | 9 de maig de 2007         | 26 de desembre de 2007     |

### Tercera Temporada
Per demanda popular, es va fer una tercera temporada, que es va començar a emetre originalment la tardor del 2008.
| Núm. | #  | Títol en català                                                                               | Direcció       | Guió                                            | Data d'estrena a Alemanya | Data d'estrena a Catalunya |
| ---- | -- | --------------------------------------------------------------------------------------------- | -------------- | ----------------------------------------------- | ------------------------- | -------------------------- |
| 37   | 1  | «On el que estava fotut ho continua estant» «Die, in der es total beschissen weitergeht»      | Edzard Onneken | Bora Dağtekin                                   | 18 de novembre de 2008    | 8 de desembre de 2009      |
| 38   | 2  | «On no sé com obrir un capó de cotxe» «Die, in der ich die Motorhaube nicht aufkriege»        | Edzard Onneken | Bora Dağtekin                                   | 19 de novembre de 2008    | 9 de desembre de 2009      |
| 39   | 3  | «On ja no m'interessa l'Anne, sinó la Jette» «Die, in der ich nicht Anne will, sondern Jette» | Edzard Onneken | Benedikt Gollhardt                              | 20 de novembre de 2008    | 10 de desembre de 2009     |
| 40   | 4  | «On les bufetades no serveixen de res» «Die, in der Schläge auch nichts bringen»              | Edzard Onneken | Bora Dağtekin Benedikt Gollhardt                | 21 de novembre de 2008    | 11 de desembre de 2009     |
| 41   | 5  | «On jo sóc el Boris Becker» «Die, in der ich Boris Becker bin»                                | Edzard Onneken | Vivien Hoppe                                    | 25 de novembre de 2008    | 14 de desembre de 2009     |
| 42   | 6  | «On torno a tenir disset anys» «Die, in der ich wieder 17 bin»                                | Edzard Onneken | Bora Dağtekin Vivien Hoppe, Fabian Wiemker      | 26 de novembre de 2008    | 15 de desembre de 2009     |
| 43   | 7  | «On l'àvia es desmaia» «Die, in der Oma ohnmächtig wird»                                      | Edzard Onneken | Bora Dağtekin Vivien Hoppe                      | 27 de novembre de 2008    | 16 de desembre de 2009     |
| 44   | 8  | «On jo no vull ser un bonobo» «Die, in der ich kein Bonobo sein will»                         | Edzard Onneken | Bora Dağtekin Vivien Hoppe                      | 28 de novembre de 2008    | 17 de desembre de 2009     |
| 45   | 9  | «On la iaia fa el seu agost» «Die, in der Oma Big Business macht»                             | Oliver Schmitz | Bora Dağtekin Benedikt Gollhardt                | 2 de desembre de 2008     | 18 de desembre de 2009     |
| 46   | 10 | «On l'avi s'enamora» «Die, in der Opa sich verknallt»                                         | Oliver Schmitz | Bora Dağtekin Jan Friedhoff, Benedikt Gollhardt | 3 de desembre de 2008     | 21 de desembre de 2009     |
| 47   | 11 | «On fem l'especial-gueto» «Die mit dem Ghetto-Spezial»                                        | Oliver Schmitz | Benedikt Gollhardt                              | 4 de desembre de 2008     | 22 de desembre de 2009     |
| 48   | 12 | «On els morts ressusciten» «Die, in der die Toten auferstehen»                                | Oliver Schmitz | Bora Dağtekin                                   | 5 de desembre de 2008     | 23 de desembre de 2009     |
| 49   | 13 | «On ve la cigonya» «Die, in der der Papagei kommt»                                            | Oliver Schmitz | Bora Dağtekin                                   | 9 de desembre de 2008     | 23 de desembre de 2009     |
| 50   | 14 | «On torna el vell amic, el marc alemany» «Die mit der guten alten D-Mark»                     | Oliver Schmitz | Bora Dağtekin                                   | 10 de desembre de 2008    | 24 de desembre de 2009     |
| 51   | 15 | «On en Cem vol ser "mestressa de casa"» «Die, in der Cem Hausmann werden will»                | Oliver Schmitz | Bora Dağtekin Vivien Hoppe                      | 11 de desembre de 2008    | 25 de desembre de 2009     |
| 52   | 16 | «On arriba la menopausa» «Die, nach der Menopause ist»                                        | Oliver Schmitz | Bora Dağtekin                                   | 12 de desembre de 2008    | 25 de desembre de 2009     |